# Субімаго

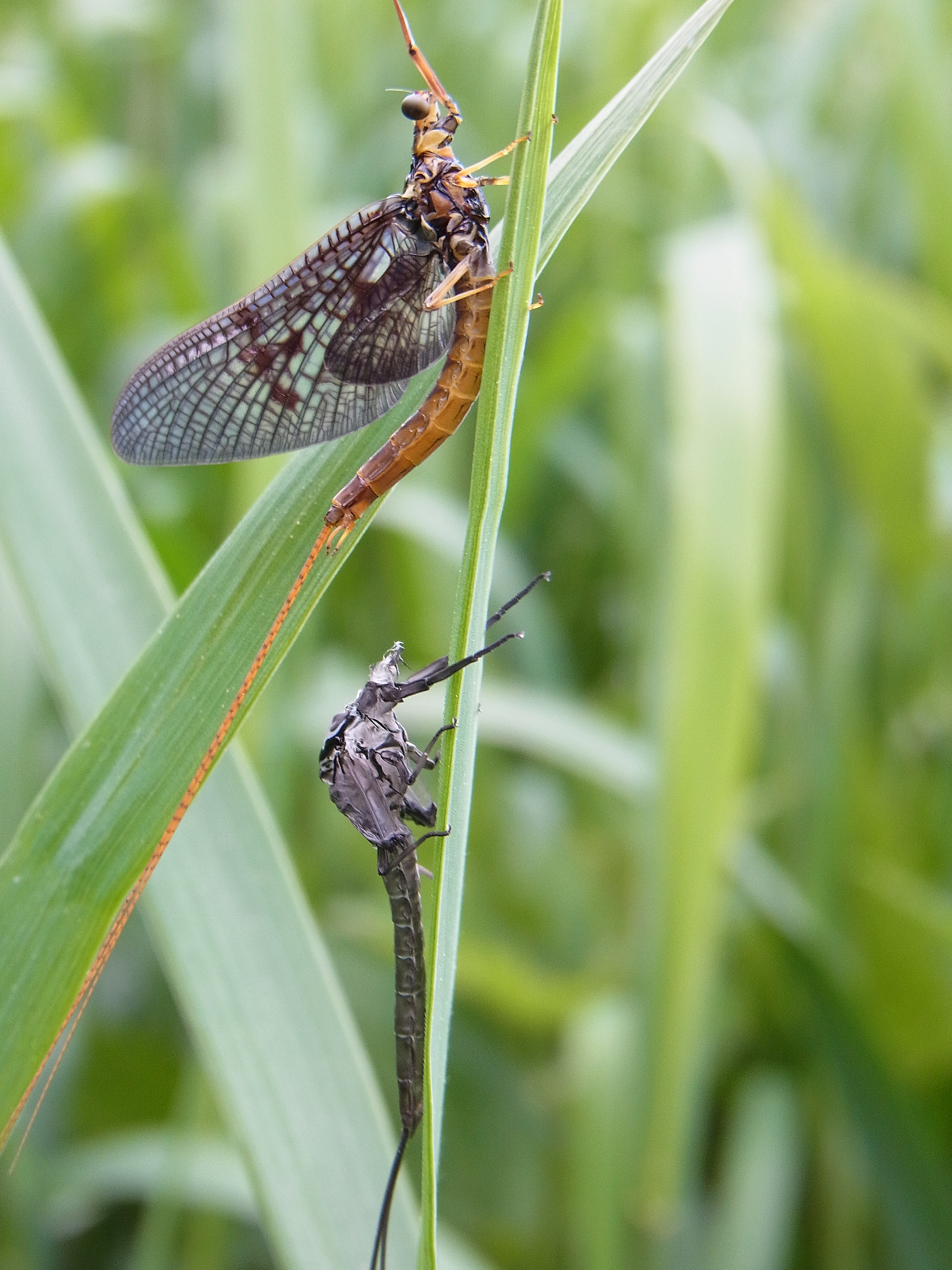
Субімаго одноденки Epehmera vulgata. Нижче — шкірочка личинки, з якої субімаго тільки-тільки вийшло

Субімáго — крилата стадія індивідуального розвитку комах, проміжна між личинкою та дорослою статевозрілою особиною (імаго). Цю стадію проходять лише одноденки. Вони єдині комахи, які линяють, вже маючи розвинені крила.
Отже, в онтогенезі одноденок — дві крилаті стадії. Їх личинки (німфи) мешкають у водоймах. Завершуючи розвиток, вони вилазять з води на якесь стебельце, каміння і т. ін. і линяють. З шкірки німфи виходить крилата комаха — субімаго. Зазвичай, вона відлітає на берег і через одну-три доби, а інколи через декілька годин і навіть хвилин, десь у затишку линяє ще раз. При цьому кутикула крил скидається цілком, частково або не скидається зовсім. Цього разу із шкірки субімаго виходить статевозріла особина (імаго), цілком здатна до розселення та розмноження. В деяких таксонах одноденок линяння «субімаго → імаго» відбувається лише у самців, а субімаго самиць стають статевозрілими без линяння. Здатна до партеногенезу одноденка Eurylophella oviruptis може розмножуватись вже на стадії субімаго. Ще у воді в його тілі дозрівають яйця, черевце лопається, і вони потрапляють у воду.

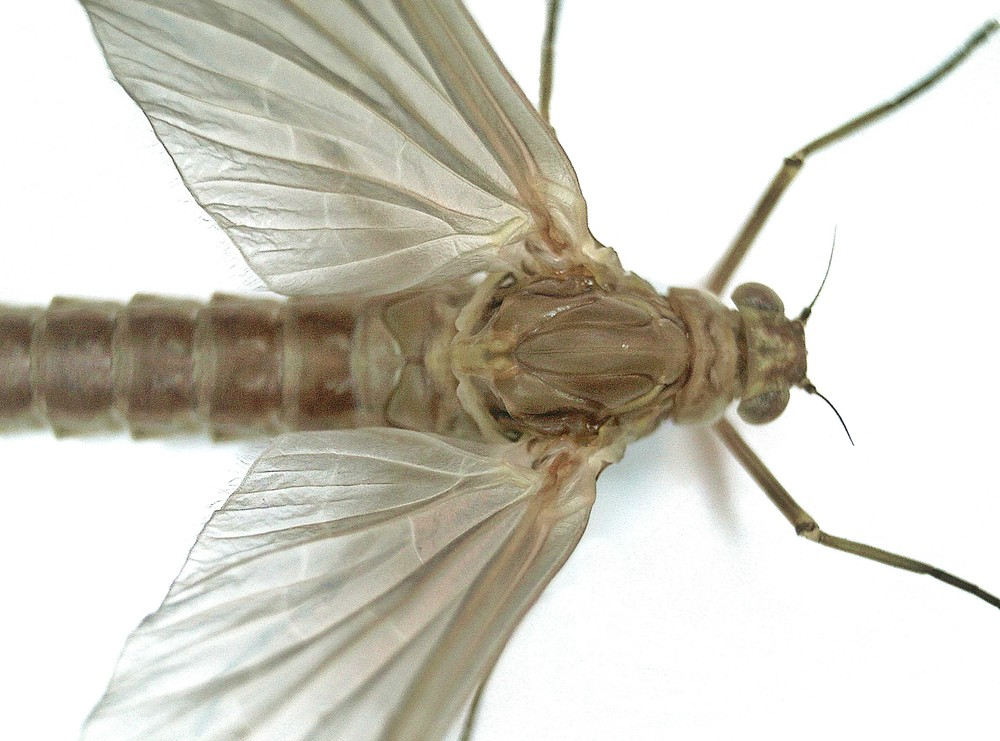
Субімаго одноденки Cloeon simile. Зверніть увагу на повздовжні зморшки на крилах комахи — важлива відміна її від цілком дорослої форми

Імаго відрізняються від субімаго стрункішим тілом, коротшими хвостовими нитками і яскравішим забарвленням. Крім того, очі, ноги і геніталії розвинені в них неповністю. Всередині крилових платівок субімаго зберігається жива м'яка гіподерма. Тому їх поверхня може бути зморшкуватою. До того ж крила місцями (особливо вздовж країв) вкриті малесенькими волосками. Через них і зморшки крила часто не зовсім прозорі. У імаго ж крила прозорі, гладенькі й блискучі. У самців одноденки Ephoron leukon передні ноги субімаго досить короткі і дуже гофровані. Після линяння ж ноги подовжуються більш як удвічі. Після линяння на імаго у багатьох видів одноденок на тілі з'являються кольорові візерунки, що допомагають самцям і самицям одного виду зустрітися.